# George Pettit
George Logan Pettit, född 2 oktober 1982 i Grimsby, Ontario, är huvudsångare och frontman för kanadensiska post-hardcore-bandet Alexisonfire. Han är känd för sin unika screaming-stil, sina ovanliga texter och energiska scenuppträdande. Han bär ofta korta shorts och dyker in i publiken. Han brukade ha långt hår och svarta, tjockbågade, solglasögon, men när bandet slog igenom rakade han av sig håret. Nyligen under en turné med brittiska Johnny Truant hade dock George långt hår igen.
Georges sång har ändrats genom Alexisonfires album. På bandets debutalbum, Alexisonfire, så skriker han oftast orden en stavelse i taget och skrev ofta texter med liten eller ingen betydelse. På bandets andra album, Watch Out!, är hans sång djupare och mer förståelig och hamnar mer i bakgrunden för Dallas Greens sång på de flesta låtarna. Tredje albumet, Crisis, innehåller mer av Georges sång och han blev igen starkare och mer förståelig.

## Historia
George växte upp i staden Grimsby. Han gick i Lakeview Public School (grundskola) och Grimsby Secondary School (high school) där han började inse sin dröm om att bli rockartist genom små lokala spelningar.
Pettit var med i juryn i två avsnitt av "Video On Trial", ett TV-program på MuchMusic där fem jurymedlemmar kritiserar och skojar med utvalda musikvideos, och dömer artister och band.
Pettit samlar på grammofonskivor och är även DJ. Det är även känt att han har väldigt bred musiksmak med allt från Rick James till Nancy Sinatra till The Screamers

## Sidoprojekt
George hade med bandkamraten Wade MacNeil och två medlemmar ur bandet Jersey, Jordan "Ratbeard" Hastings och Sean McNabb ett sidoprojekt kallat The Black Lungs. Pettit spelade basgitarr för det kortlivade punkrock-projektet. George har nu ett sidoprojekt kallat The Bergenfield Four (med medlemmar ur Attack in Black och Fucked Up) där han spelar gitarr. The Bergenfield Four spelade sin konsert i Toronto, Ontario på El Mocombo under hösten 2006 och släpptes även en fyralåtars demo i april 2007.